# Reine Edighoffer
Ne doit pas être confondu avec Roland Edighoffer.
Reine Andrée Edighoffer est une historienne et poète française du XXe siècle (5 septembre 1901-9 octobre 1991).